# Tidal (álbum)
Tidal es el primer álbum de estudio de la cantante y compositora estadounidense Fiona Apple. Publicado por Work Records y distribuido por Epic Records en los Estados Unidos el 23 de julio de 1996; alcanzó el número 15 en el Billboard 200 y hasta octubre de 2005 ha vendido más de 2.7 millones de copias en los Estados Unidos y fue certificado disco de oro por la RIAA en diciembre de 1996. Sus sencillos fueron: «Shadowboxer», «Slow Like Honey», «Sleep to Dream», «The First Taste», «Criminal» y «Never Is a Promise».

## Historia y grabación
Solo un año después de empezar a ser conocida en los círculos de artistas de Nueva York y con 18 años, Apple lanzó con Sony su primer álbum: Tidal. Aunque el álbum está dentro del pop, Apple consigue introducir géneros como la psicodelia, el jazz, el funk o blues de tintes soul. Cuando el disco fue publicado, Apple fue comparada con las cantantes de una trayectoria sólida de la época tales como Alanis Morissette, Tori Amos y PJ Harvey.
En el 2008, Entertainment Weekly nombró a Tidal como el vigésimo dentro de los mejores álbumes en 25 años (1983-2008). En 2010, Rolling Stone lo nombró dentro de los mejores álbumes de los 90, posicionándolo en el número 83.
Tidal produjo seis sencillos: «Shadowboxer», «Slow Like Honey», «Sleep to Dream», «The First Taste», «Criminal» y «Never Is a Promise». «Criminal», el sencillo más popular del álbum, ganó en 1998 un Grammy a la mejor interpretación vocal rock femenina. A la vez que Apple fue nominada a un Grammy a la mejor artista novel. El sencillo ganador fue nombrado sencillo del año en 1997 en una lista hecha por los lectores de Rolling Stone.
Fue certificado disco de oro por la RIAA en diciembre de 1996, disco de platino en julio de 1997, dos veces platino al siguiente octubre y tres veces platino en abril de 1999.

## Recepción
En Allmusic.com, el crítico Stephen Thomas Erlewine dice de Fiona Apple que en este primer álbum «demuestra un talento considerable» y que su voz y la forma en la que toca el piano es sorprendente para su edad. Por otro lado, comenta que el acabado de Tidal no es del todo perfecto y que si le hubieran dado el «material correcto, ambos talentos podrían haber florecido». Su manera de escribir sus propios temas hace que las letras sean clichés y menoscaban la faceta de compositora musical. Concluye diciendo que la distancia entre su forma de tocar los instrumentos y la de escribir solo hacen del álbum un «prometedor» e «intrigante» álbum debut.

## Lista de canciones
Todas las canciones escritas y compuestas por Fiona Apple. 
| Tidal |                      |          |  |
| N.º   | Título               | Duración |  |
| 1.    | «Sleep to Dream»     | 4:08     |  |
| 2.    | «Sullen Girl»        | 3:53     |  |
| 3.    | «Shadowboxer»        | 5:24     |  |
| 4.    | «Criminal»           | 5:41     |  |
| 5.    | «Slow Like Honey»    | 5:56     |  |
| 6.    | «The First Taste»    | 4:46     |  |
| 7.    | «Never Is a Promise» | 5:54     |  |
| 8.    | «The Child Is Gone»  | 4:14     |  |
| 9.    | «Pale September»     | 5:50     |  |
| 10.   | «Carrion»            | 5:43     |  |
| 51:41 |                      |          |  |

## Personal
- Fiona Apple - piano, voz, optigan
- George Black - percusión
- Jon Brion - guitarra, piano, harpa, marimba, vibráfono, chamberlin, dulcitone, optigan, tack piano.
- Matt Chamberlain - instrumentos de percusión, batería
- Larry Corbett - violonchelo
- Danny Frankel - batería
- Rob Laufer - guitarra
- Sara Lee - bajo
- Greg Leisz - pedal steel, steel guitar
- Amber Maggart - voz, voces armónicas
- Ralph Morrison - violín
- Claudia Parducci - violín
- Greg Richling - bajo
- Dan Rothchild - bajo
- Andrew Slater - optigan
- Patrick Warren - piano, chamberlain
- Evan Wilson - viola

## Producción
- Productor: Andrew Slater.
- Ingenieros: Claude "Swifty" Achille, Niko Bolas, Mark Endert, Brian Scheuble, Jim Wirt.
- Ingenieros asistentes: Troy Gonzalez, Al Sanderson.
- Mezclador: Mark Endert.
- Asistente mezclador: Tom Banghart.
- Mastering: Ted Jensen.
- Coordinador de producción: Valerie Pack.
- Programación de batería: George Black.
- Arreglos de cuerda: Van Dyke Parks, Evan Wilson.
- Dirección artística: Fred Woodward.
- Fotografía: Nathaniel Goldberg.

## Listas y posicionamiento
| Lista (1996)                  | Posición más alta |
| ----------------------------- | ----------------- |
| U.S Billboard Top Heatseekers | 2                 |
| Lista (1997)                  | Posición más alta |
| U.S Billboard 200             | 15                |
| French Albums Chart           | 21                |
| Belgian Albums Chart          | 48                |
| New Zealand Albums Chart      | 22                |
| Australian Albums Chart       | 43                |

| Sencillo         | Lista (1996)                      | Posición más alta |
| ---------------- | --------------------------------- | ----------------- |
| "Shadowboxer"    | U.S. Billboard Adult Top 40       | 32                |
| "Shadowboxer"    | U.S. Billboard Modern Rock Tracks | 34                |
| Sencillo         | Lista (1997)                      | Posición más alta |
| "Sleep to Dream" | U.S. Billboard Modern Rock Tracks | 28                |
| "Criminal"       | U.S. Billboard Adult Top 40       | 17                |
| "Criminal"       | U.S. Billboard Modern Rock Tracks | 4                 |
| "Criminal"       | U.S. Billboard Hot 100            | 21                |
| "Criminal"       | U.S. Billboard Top 40 Mainstream  | 18                |